# Nossa Senhora dos Mártires (nau)
A Nossa Senhora dos Mártires foi uma nau portuguesa utilizada na Carreira da Índia na passagem do século XVI para o século XVII.

## História
A nau saiu do porto de Lisboa rumo à Índia em março de 1605, para o comércio de especiarias, nomeadamente pimenta.
Na viagem de retorno, em fevereiro de 1606 largou ferros de Cochim, juntamente com a nau "Nossa Senhora da Salvação", tendo ambas navegado sem sobressaltos. Ao aproximar-se do destino, na altura de Cascais, viram-se presa de violenta tempestade, com ventos de sudoeste muito fortes.
Enquanto o capitão da Senhora da Salvação decidiu não tentar alcançar Lisboa, varando a nau na costa de Cascais, vindo a perder a embarcação, mas logrando salvar passageiros, tripulação e carga, Manuel Barreto Rolim, capitão da Senhora dos Mártires, forçou a entrada na barra do rio Tejo, com resultado funesto. A embarcação, sem governo, veio a embater nas rochas junto ao Forte de São Julião da Barra e naufragou com grande perda de vidas humanas e de bens (14 de setembro de 1606).
Os despojos da embarcação naufragada foram identificados em 1994 por uma equipe de mergulhadores liderada por Francisco Alves, Filipe de Castro e Henrique de Brion, numa operação de prospecção e registo em termos de arqueologia subaquática.
Em outubro de 1996 deu-se início à escavação subaquática, visando recolher objetos para exposição no Pavilhão de Portugal da Expo98, e estenderam-se até 2001.